# US Airways
US Airways va ser una aerolínia amb base en la ciutat estatunidenca de Tempe, Arizona i controlada per US Airways Group. Al maig de 2006 ocupava el cinquè lloc as Estats Units. Va tenir una flota de 358 avions per a rutes principals i 295 per a rutes exprés, connectant 240 destinacions a Amèrica del Nord, Amèrica Central, el Carib, Hawaii i Europa. La plantilla de US Airways es componia de 35.180 persones i operava 3.860 vols diaris. La companyia va ser comprada per America West Holdings Corporation a finals de 2005, i s'estima que les seves operacions quedin completament integrades en l'estructura de America West Airlines durant el 2007.
Al febrer de 2013, American Airlines i US Airways van anunciar els seus plans de fusió, creant la companyia aèria més gran del món. Els holdings d'American Airways i US Airways es van fusionar a partir del 9 de desembre de 2013. Com a preparació per a la seva eventual integració, les companyies aèries van començar a oferir avantatges recíprocs de viatgers freqüents el 7 de gener de 2014, i US Airways va deixar Star Alliance per unir-se a Oneworld el 31 de març de 2014.
Els hubs de US Airways es trobaven a l'Aeroport Internacional Douglas i a l'Aeroport Internacional de Filadèlfia. L'aerolínia operava a més la subsidiària US Airways Shuttle, que proporcionava un servei de pont aeri entre les principals ciutats del Nord-est dels Estats Units. Els serveis regionals els prestava US Airways Express, filial que subcontractava els vols a altres companyies.